# Палаццо Барбаро
Палаццо Барбаро (итал. Palazzo Barbaro) — два примыкающих друг к другу дворца в Венеции на Гранд-канале в районе Сан-Марко. Располагаются рядом с палаццо Кавалли-Франкетти.

## История
Первый дворец был построен в готическом стиле в 1425 году, архитектор Джованни Бон. Дворец сменил несколько владельцев, в 1465 г. его приобрёл Захария  Барбаро (Zaccaria Barbaro), прокуратор собора Сан-Марко. 
Второй дворец, в стиле барокко, был спроектирован в 1694 году архитектором Антонио Гаспари
В конце XIX — начале XX веков в старый дворец приезжало много известных личностей. Среди гостей семьи американских миллионеров Кертисов из Бостона были Роберт Браунинг, Клод Моне, Джон Сингер Сарджент, Джеймс Уистлер, известный меценат Изабелла Гарднер. А писатель Генри Джеймс написал в этом доме своё произведение «Бумаги Асперна».